# Dalmata (razza canina)
Il dalmata è una razza canina appartenente al gruppo dei segugi e cani per pista di sangue. È anche un cane da compagnia di taglia medio-grande dal caratteristico mantello bianco con macchie nere o marroni di 2–3 cm di diametro sul corpo e più piccole sulla testa e sugli arti. Ha una struttura elegante che, vista lateralmente, può essere inscritta in un quadrato.

## Etimologia
Secondo il libro di Edward Jesse Anecdotes of Dogs (1857), il Dalmata è originario della Dalmazia da dove, successivamente, fu trasferito in Italia. In una puntata della trasmissione Kilimangiaro fu citata un'ipotesi sull'origine del nome della razza: "dalmata" perché il suo manto maculato ricordava il leopardo, simbolo della Dalmazia.

## Storia

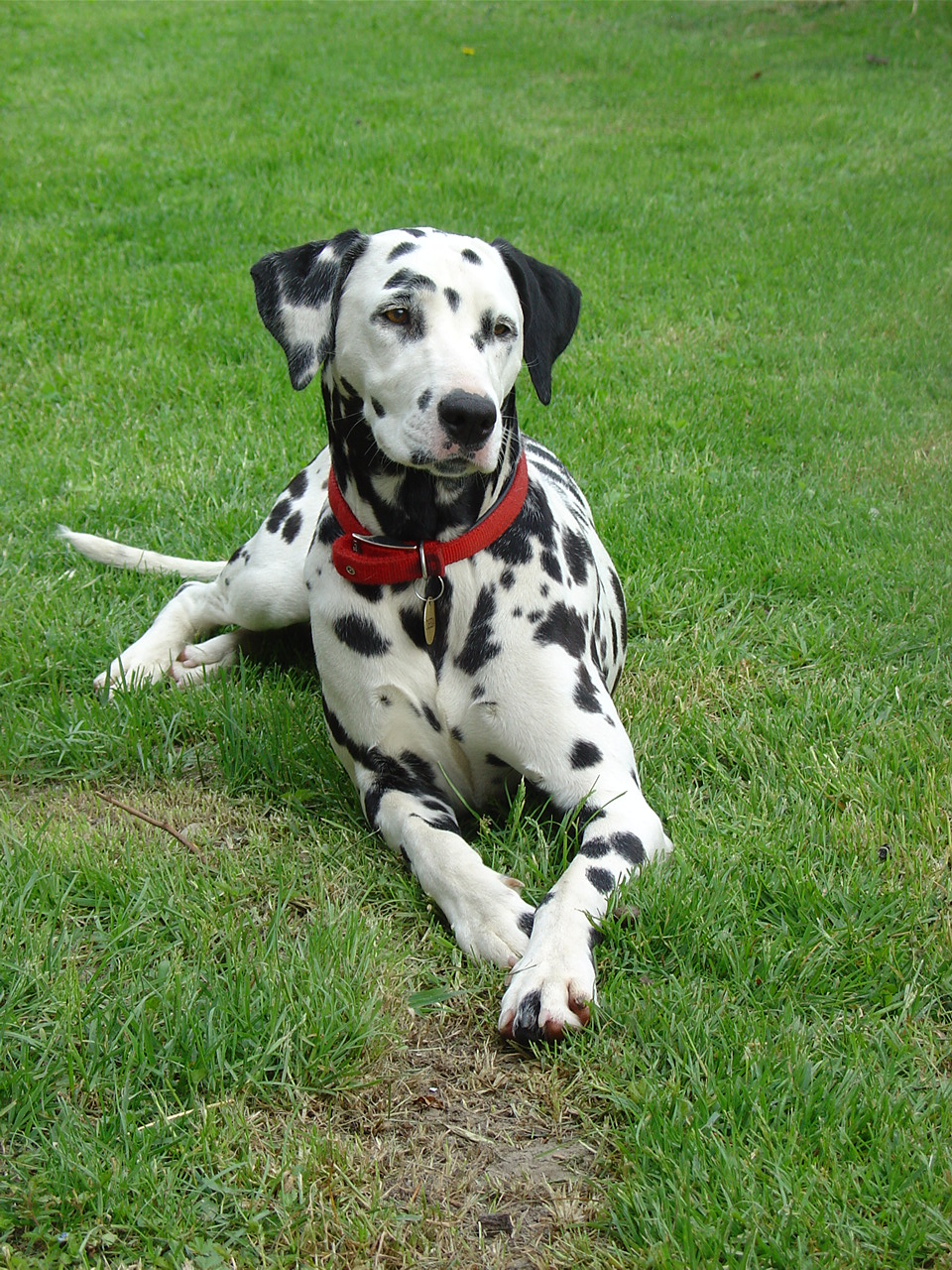
Esemplare di dalmata a terra

In base a riferimenti scritti questi cani sono arrivati con le invasioni dei popoli slavi sulle coste e isole dell'attuale Croazia. Più avanti nel tempo li troviamo sulle tele di pittori fiamminghi del XVII secolo in veste di "cacciatori". Questo è il ruolo che il dalmata del passato ricopriva nell'ambito della società; se ne ha infatti notizia in molti scritti e opere pittoriche che li ritraggono spesso in scene di caccia.
Due sono i dipinti interessanti per comprendere la storia del dalmata: il primo, opera di un pittore minore genovese del XVII secolo, rappresenta una scena di caccia nella quale sono raffigurati quattro cani diversi fra cui due dalmati, uno dei quali in braccio a un bimbo, in segno affettuoso tipico della razza; l'altro dipinto è un affresco del XIV secolo che si trova nel cappellone degli Spagnoli a Firenze, dipinto da Andrea Bonaiuti in un ciclo di dipinti che raffigura il potere ecclesiastico. Il quadro rappresenta un gruppo di frati con una tonaca bianca e nera tessuta di pelle d'ermellino.

## Salute
Uno dei maggiori problemi di salute del dalmata è la propensione alla sordità congenita. L'8% dei cani di questa razza sono sordi da entrambe le orecchie e il 22% sono sordi da un orecchio. La tiroidite autoimmune è piuttosto frequente in questa razza canina e affligge il 10.4% dei dalmati. La displasia dell'anca è invece relativamente poco diffusa, colpendo solo il 4,6% di questi cani.
I cani di razza dalmata sono anche predisposti geneticamente alla formazione di calcoli renali, per via di un difetto nel metabolismo dell'acido urico. Tutti questi problemi hanno fatto registrare un crollo della popolazione di esemplari di dalmati negli Stati Uniti: nel 1993 furono registrati 42.816 cani con l'American Kennel Club, mentre nel 2008 solo 983 cani furono registrati.

## Nella cultura di massa
La razza è divenuta celebre dopo l’uscita del film della Walt Disney La carica dei cento e uno del 1961, basato sull'omonimo romanzo di Dodie Smith. Dal film ne è stato fatto un sequel nel 2003 La carica dei 101 II - Macchia, un eroe a Londra e una serie TV 101 Dalmatian Street. Infine è stato prodotto un remake live action del film nel 1996, La carica dei 101 - Questa volta la magia è vera e un sequel nel 2000, La carica dei 102 - Un nuovo colpo di coda.
Uno dei protagonisti della serie PAW Patrol, è un cane di questa razza.